# Émilien Vachon
Émilien Vachon, né le 18 juin 1937 à Saint-Flavien et mort le 3 mars 2014 à Québec, est un architecte canadien, professeur et ex-directeur de l'École d'architecture de l'Université Laval.

## Biographie
Pendant sa carrière de plus de 40 ans (de 1969 à 2010) comme professeur, il a œuvré pour l'amélioration de la pratique du métier d'architecte et de son enseignement. Enseignant puis directeur de l'École d'architecture de l'Université Laval, il s'est distingué entre autres par l'introduction de l'informatique dans l'enseignement du design et de l'architecture. Depuis 2015, la ville de Thetford Mines décerne un prix portant le nom « Émilien Vachon » en son honneur.
En 2008, il s'est vu décerner le titre de membre Fellow de l'Institut royal d'architecture du Canada.
Il est également reconnu pour son action communautaire et en faveur du sport amateur et plus particulièrement lors des Jeux du Québec pour laquelle il reçoit en 2010 le prix Dollard-Morin à l'Assemblée nationale du Québec.
Il a également reçu plusieurs hommages et distinctions dont plusieurs à titre posthume.